# Diva Futura
Pour plus de détails, voir Fiche technique et Distribution.
Diva Futura est un film italien réalisé par Giulia Louise Steigerwalt, sorti en 2024.
Le film a pour sujet le studio italien de film pornographique et érotique Diva Futura créé en 1983.
Il est présenté en compétition à la Mostra de Venise 2024.

## Fiche technique
Sauf indication contraire, les informations mentionnées dans cette section peuvent être confirmées par la base de données cinématographiques IMDb,  présente dans la section « Liens externes ».
- Titre français : Diva Futura
- Réalisation et scénario : Giulia Louise Steigerwalt
- Costumes : Andrea Cavalletto
- Photographie : Vladan Radovic
- Montage : Gianni Vezzosi
- Musique : Michele Braga
- Pays d'origine : Italie
- Format : Couleurs
- Genre : drame
- Durée : 120 minutes
- Date de sortie :
  - Italie : 4 septembre 2024 (Mostra de Venise 2024)

## Distribution
- Pietro Castellitto : Riccardo Schicchi
- Tesa Litvan : Éva Henger
- Barbara Ronchi : Debora Attanasio
- Denise Capezza : Moana Pozzi
- Davide Iachini : Massimiliano Caroletti
- Marco Iermanò : Valentino

## Production

### Genèse et développement
Le film a pour sujet le studio italien de film pornographique et érotique Diva Futura créé en 1983.

## Distinction

### Sélection
- Mostra de Venise 2024 : sélection en compétition[2]